# Josef Bugala
Josef Bugala (* 23. August 1908; † 1. Februar 1999 in St. Leonhard am Hornerwald) war ein österreichischer Fußballspieler und Mitglied des Wunderteams.

## Karriere
Der 1,75 m große Torhüter des SK Rapid Wien absolvierte von 1930 bis 1931 zwei Länderspiele für Österreich und zählte zum erweiterten Kader des Wunderteams. Gegen seinen unmittelbaren Konkurrenten Rudolf Hiden vermochte er sich jedoch im Team nicht durchzusetzen. Sein Debüt in der österreichischen Nationalmannschaft feierte Josef Bugala am 16. November 1930 beim 4:1-Erfolg der Österreicher gegen Schweden in Wien. Sein zweites Länderspiel bestritt Bugala am 17. Juni 1931 ebenfalls in Wien gegen die Schweiz. Es war dies das dritte Spiel in der Ära des Wunderteams. Die Österreicher gewannen durch Tore von Schall und Gschweidl mit 2:0.
Seine Karriere begann Bugala bei Humanitas-Heizhaus Hütteldorf. 1929 wechselte er zum SK Rapid Wien. Dort spielte er bis 1935 und feierte mit dem Meistertitel und dem Mitropapokalsieg 1930 seine größten Erfolge auf Vereinsebene. Von 1935 bis 1946 spielte Josef Bugala beim Post SV Wien und schaffte mit den Postsportlern 1935/36 den Aufstieg in die höchste österreichische Spielklasse. 1937 wurde Bugala mit dem Post SV Wien österreichischer Amateurstaatsmeister. Nach 1946 spielte Josef Bugala noch mehrere Jahre bei kleinen niederösterreichischen Vereinen, bevor er 1952 seine Karriere beendete.

## Stationen
- vor 1929 Humanitas-Heizhaus Hütteldorf
- 1930–1935 SK Rapid Wien
- 1935–1946 Post SV Wien
- 1946–1947 ASV Vösendorf
- 1947–1949 SV Neulengbach
- 1949–1951 SV Pressbaum
- 1951–1952 SV Klosterneuburg
- 1952 SV Pressbaum

## Erfolge
- Österreichischer Meister: 1930 (Rapid Wien)
- Österr. Amateurstaatsmeister: 1937 (Post SV Wien)
- Mitropa-Pokal-Sieger: 1930 (SK Rapid Wien)
- Zwei Länderspiele für die österreichische Fußballnationalmannschaft von 1930–1931

| Personendaten    | Personendaten                   |
| ---------------- | ------------------------------- |
| NAME             | Bugala, Josef                   |
| KURZBESCHREIBUNG | österreichischer Fußballspieler |
| GEBURTSDATUM     | 23. August 1908                 |
| STERBEDATUM      | 1. Februar 1999                 |
| STERBEORT        | St. Leonhard am Hornerwald      |